# حوزه‌های انتخابیه مجلس شورای اسلامی در استان ایلام

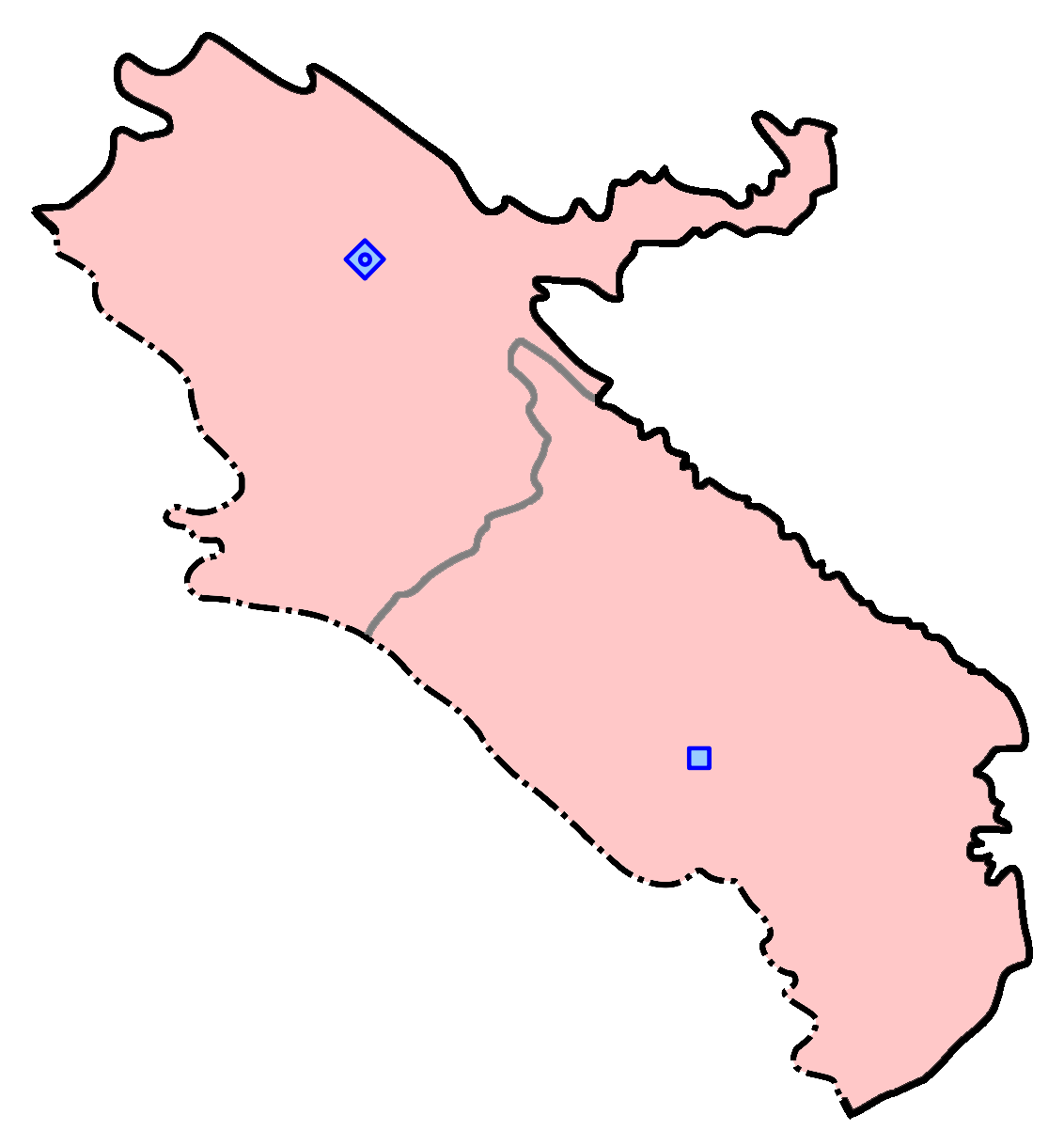
حوزه‌های انتخاباتی استان ایلام

استان ایلام ۲ حوزه برای انتخابات مجلس دارد که در مجموع ۳ نماینده را در بر می‌گیرد.
| مرکز   | حوزه                                    | شهرستان‌ها       | بخش‌ها                               | کرسی | نقشه | جمعیت  |
| ------ | --------------------------------------- | --------------- | ----------------------------------- | ---- | ---- | ------ |
| ایلام  | ایلام و ایوان و شیروان و چرداول و مهران | ایلام           | شهر ایلام، مرکزی، چوار              | ۲    |      | ۴۰۷۳۵۲ |
| ایلام  | ایلام و ایوان و شیروان و چرداول و مهران | ایوان           | شهر ایوان، مرکزی، زرنه              | ۲    |      | ۴۰۷۳۵۲ |
| ایلام  | ایلام و ایوان و شیروان و چرداول و مهران | شیروان و چرداول | شهر سرابله، مرکزی، شیروان، هلیلان   | ۲    |      | ۴۰۷۳۵۲ |
| ایلام  | ایلام و ایوان و شیروان و چرداول و مهران | مهران           | شهر مهران، مرکزی، ملکشاهی، صالح‌آباد | ۲    |      | ۴۰۷۳۵۲ |
| دهلران | دهلران و دره‌شهر و آبدانان و بدره        | دهلران          | شهر دهلران، موسیان، مرکزی، زرین‌آباد | ۱    |      | ۱۷۲۸۰۶ |
| دهلران | دهلران و دره‌شهر و آبدانان و بدره        | دره‌شهر          | شهر دره‌شهر، مرکزی، بدره، ماژین      | ۱    |      | ۱۷۲۸۰۶ |
| دهلران | دهلران و دره‌شهر و آبدانان و بدره        | آبدانان         | شهر آبدانان، مرکزی، کلات، سراب‌باغ   | ۱    |      | ۱۷۲۸۰۶ |

## پی‌نوشت و منبع
- «جدول حوزه‌های انتخابیه در انتخابات نهمین دورهٔ مجلس شورای اسلامی» (PDF). مرکز پژوهش و سنجش افکار صدا و سیما. بایگانی‌شده از اصلی (PDF) در ۵ اكتبر ۲۰۱۸. دریافت‌شده در ۲۳ ژوئیه ۲۰۱۵. تاریخ وارد شده در |archive-date= را بررسی کنید (کمک)
- «طرح اصلاح قانون تعیین محدودهٔ حوزه‌های انتخاباتی مجلس شورای اسلامی». مرکز پژوهش‌های مجلس شورای اسلامی. ۲۰ تیر ۱۳۹۱. بایگانی‌شده از اصلی در ۲۲ ژوئیه ۲۰۱۵. دریافت‌شده در ۲۳ ژوئیه ۲۰۱۵.